# 蔡溫
蔡溫（琉球語：〔〕／  ?；1682年10月25日—1762年1月23日），是琉球國第二尚氏王朝時期的政治家和儒者。和名具志頭親方文若（琉球語：／ ），童名真蒲戶，號魯齊。蔡溫於1728年至1752年曾出任琉球的三司官，在職期間，曾對琉球的山川進行疏導，並制定了保護山林的一系列政策，以及鼓勵發展農業、手工業的方針，使琉球王府的財政收入大為提高。他還制定了《位階定》，對琉球的政治制度和位階制度進行改革。他被沖繩學學者伊波普猷列為琉球五偉人之一，至今仍受琉球人尊崇。

## 早年生涯
蔡溫於康熙二十一年九月二十五日出生在久米村的蔡氏家裡。根據《蔡氏家譜》記載，蔡溫一族的元祖名叫蔡崇（字升亭），是宋朝鼎甲、端明殿大學士蔡襄的後代，出生於福建省泉州府南安縣。明朝初年，蔡崇奉命遷居琉球，成為閩人三十六姓中蔡姓的始祖。
蔡溫是蔡崇的十一世孫。蔡溫的父親蔡鐸（志多伯親方天將），任協理府總理司、紫金大夫，加授法司品銜。蔡溫的母親則是蔡鐸的正室葉氏真吳瑞。蔡鐸的側室真多滿先生下長子蔡淵，後來正室真吳瑞生下了次子蔡溫。因蔡溫是正室所生，蔡鐸欲立之為嗣。然而，由於蔡溫生母真吳瑞的再三要求下，蔡鐸最終立蔡淵為嗣子。蔡淵被視為嫡長子，蔡溫則被視為嫡次子。
蔡溫自幼即具有聰明的天賦。12歲就成為了若秀才，15歲時成為秀才。蔡溫在《自敍傳》裡稱，小時候的他很懶惰，不好讀書。這可能是由於父母之間對於立嗣子問題有分歧的緣故，導致了年幼時的蔡溫具有叛逆傾向。到了17歲時，蔡溫突然覺醒過來，奮發讀書。通過他不懈的努力和自身的天賦，19歲憑藉自己的才能出任了王府的通事（翻譯官）。約在20歲出頭時即精通四書，21歲時成為訓詁師（也就是漢文教師）。25歲時，因對儒學的理解十分透徹，成為專門講解儒學內容和理性的講解師。

## 前往福州赴任和拜師學習
康熙四十七年（1708年）2月7日，蔡溫奉三司官毛起龍（識名親方盛命）之命，以存留通事（現地翻譯官）的身份，隨耳目官向英（福地親雲上朝貴）、正議大夫毛文哲（許田親雲上），前往福州任職，同時肩負有學習地理的命令。同年11月3日從那霸出發，11月17日到達福州，居住於柔遠驛中。蔡溫在福州先後共計三年，期間，他學習了中國的文化和經世治民的思想，以及山川治理之法。蔡溫在福州便訪名師，求學地理。幸遇長樂人劉日霽，蔡溫「從他精學地理，悉受其秘書及大羅經一面。」他也在錦雞山（今福州市金雞山）的淩雲寺拜師學習，偶然遇上了一位書院的「湖廣隱者」，對他說，剛才讀的書都是些沒有用的東西，強調只有重視實學的知識才是有用的知識。隱者的話使蔡溫覺悟過來，並對後世他的政策產生很大的影響。蔡溫遂拜隱者為師，學習陽明學、朱子學和勤政愛民等思想。

## 歸國和出任國師
康熙四十九年（1710年）1月20日，蔡溫自福州出發，於同月29日歸國。歸國後蔡溫前往北山地區進行視察。6月21日陞為都通事。次年3月1日陞為長史（管理與中國的文書往來，次於久米村總役），11月27日因病離職。康熙50年（1711年）4月，30歲的蔡溫擔任了世子師職兼務近習役，成為了王世子尚敬的教師。次年尚益王逝世，尚敬即位，蔡溫被授予了「國師」一職，琉球的國師一職自蔡溫始。國師任內，蔡溫根據先前聖賢的實學真秘，編纂了《要務匯編》，以後歷代琉球國王皆以此書作為修德的指導書。康熙五十四年（1715年）授勝連間切神谷地頭職，稱神谷親雲上；同年，因久米村距離首里城較遠，不便於公務的緣故，蔡溫一家奉命移居首里的赤平村。

## 解決冊封貿易的衝突
康熙五十五年（1716年），蔡溫被選為請封使團的副使，升任申口座一職，轉授末吉地頭，稱末吉親雲上。同年11月25日，蔡溫隨正使夏執中（兼城親方賢年）從那霸出發，在福州滯留六個月後前往北京，同年由福州歸國。歸國後仍任國師一職。康熙58年（1719年）陞紫金大夫，稱末吉親方。同年6月，清朝的冊封使海寶、徐葆光船隊到達琉球那霸港。這時，琉球人與清朝的冊封船隊發生了衝突，史稱「評價事件」。
在清朝初年，清朝政府施行海禁，對對外貿易進行嚴格管制。由於當時海禁嚴厲，在1683年汪輯冊封尚貞王時，大量外國商船湧入那霸港，爭購華商的貨物，冊封使團所攜帶的貨物被搶購一空。鑑於這次大獲利潤的經驗，在冊封尚敬王的時候，海寶、徐葆光船隊攜帶了大量貨物。單單員役就有600餘人，貨物價值達3000兩銀，為歷屆冊封船隊之最。然而當時正值清朝大開海禁之際，那霸港竟無外國商船到來。
隨冊封使團到達的從者不甘心大賠本，要求琉球王府購買這些商品。然而當時琉球財政十分窘迫（不過五萬兩），無法購買如此多的商品。這引起了從者的不滿，500多名從者發動暴動，搶奪琉球百姓的財物。
琉球王府對此事相當重視，命蔡溫同三司官翁自道（伊舍堂親方盛富）就此事同冊封使團交涉。蔡溫向冊封使團說明了王府財政窘迫一事，召開物價評定會議商討價格，並蒐集國中有價值的物品賣給使團隨行商人，騷動終被成功平息。翌年2月16日，冊封使團離開那霸。蔡溫這次處理事情的能力受到了冊封副使徐葆光的讚賞，也受到了琉球王府的肯定。6月13日，蔡溫成為了三司官座敷（有資格參選三司官的人），時年39歲。

## 蔡溫執政時期

### 政治改革
1722年（清康熙六十一年、日本享保7年），日本江戶幕府在全國範圍內對諸大名進行檢地，史稱享保檢地。這次檢地導致了薩摩藩對琉球支配體制的強化，引起了琉球國內的極大不安。為了安撫民心，蔡溫於雍正4年（1728年）秋安排尚敬王率領305名士族巡視北山。這是在琉球歷史上國王第一次巡視國境，增加了民眾對王府的擁護。
在雍正六年（1728年）的三司官選舉之中，47歲的蔡溫取代馬獻圖（名護親方良意），成為琉球王府的三司官。這是繼鄭迵之後琉球第二位出生在久米村（華裔）的三司官。
1732年，蔡溫在程順則所制定的《中山王府官制》的基礎上制定了《位階定》，對琉球位階的昇進進行了詳細的規定。蔡溫將王族（包括國王、王子、按司）之下、平民之上的士族分為九品官和十八個位階，即所謂的「九品十八階」。這項制度一直延續到琉球滅亡為止。

### 宗教改革
在對待琉球神道的問題上，蔡溫與向象賢相同，認為巫術惡俗已經深深影響了琉球人，且耗費巨大，主張對國內盛行的巫術進行禁止。於是在雍正6年（1728年），尚敬王下令禁止巫術。此法令下達之後，琉球的世俗日漸歸於正道。

### 文教改革
雍正十年（1732年）11月18日，蔡溫頒佈了民眾言行的指導書《御教條》。這本書參照了和文學者伊世寄（豐川親方正英）的讀書筆記，涉及了民眾所需要遵守的家庭倫理、社會道德、君臣關係、地主與農民間的關係，以及孝道、婦道、幼教、婆媳相處、敬老心得、勤儉、生命觀、金錢價值觀、破除迷信、國法、育民等。此後，《御教條》一書作為琉球的教科書，一直沿用到1879年為止。
然而，蔡溫所頒佈的《御教條》遭到了一些人的反對。1733年，對蔡溫改革政策不滿的和文學者平敷屋朝敏（彌霸親雲上朝文（向文德）長子）、王府高官友寄親雲上安乘（毛氏美里家七世，時任三司官毛秉仁（嵩原親方安滿）的弟弟）等人，向薩摩駐琉球在番奉行橫目川西平左衛門的宅中投書批判這一政策。由於當時薩摩藩與琉球王府關係較為友善，這些書信最後輾轉落入尚敬王的手中。蔡溫得知後，上奏尚敬王，以謀反罪，將首謀者平敷屋朝敏、友寄安乘於安謝港磔死，同黨十五人全部斬首，史稱「平敷屋友寄事件」。通過此次事件，蔡溫徹底剷除了親日派的反對勢力，為後來的改革鋪平了道路。

### 治理山川
琉球北山地區的羽地大川因其曲直與水性相逆，每當大雨滂沱之時，往往會發生逆流的現象，多次決堤並毀壞當地的農田。雍正13年（1735年）7月，羽地大川再次決堤，毀壞農田無數。蔡溫奉命前往羽地間切治理該川。他「朝出夕歸，依法決川，兼修農田，百姓大安」。當地百姓感激不已，建立《改決羽地川碑》以紀念他的事蹟。
琉球原本山林茂密。在向象賢執政時期，琉球王府鼓勵人們開發山林、田地，使得琉球經濟得到一定復興。但由於琉球人不知山林、田地的管理方法，對環境資源進行過度開發，導致不少山林植被和田地遭到嚴重的破壞。在尚敬王的時代，北谷、讀谷山、越來、美里、具志川五個間切的山林已經完全被破壞；恩納、金武、名護、本部、今歸仁五個間切的山林也已被嚴重破壞，幾乎找不到可以砍下來使用的木材。全島的木材，皆出自羽地、大宜味、久志、國頭四個間切，估計數十年後木材也會被砍光。琉球的財政收入多來自對中國的朝貢貿易，如果木材缺乏，就無法建造進貢船，那時就要向薩摩藩借用木材，不僅增加了琉球對薩摩藩的依賴性，而且增加了王府的財政赤字。1736年，蔡溫奉命率官僚對琉球的山林進行了考察，巡視各個間切，教授百姓治理山林的方法，先後歷時5個月。蔡溫先後制定了《杣山法式》（1737年）、《山奉行所規模帳》（1737年）和《杣山法式仕次》（1747年）等法律，指導百姓如何治理山林，成為對山林管理的職行標準和處罰條例。條例對種植植被進行了獎勵，對各家建造船隻和砍柴為薪的行為進行限制，並嚴格禁止國內建造大型的船隻丸木舟。此後，蔡溫與其他兩位法司又先後批准發佈了《樹木播植方法》（1747年）、《就杣山總計條條》（1748年）、《山奉行所規模帳仕次》（1751年）、《山奉行所公事帳》（1751年）四部管理山林的辦法。這七部法律，再加上尚泰王時代的《御指圖控》（1869年），被沖繩學學者統稱為《林政八書》。
1750年，琉球王府的大臣們曾一度提出遷都名護、並在名護灣至羽地內海之間開鑿運河的提議。但蔡溫考察了當地風水，認為不適宜建設都城，力排眾議否決了這個提議。蔡溫在名護間切豎立「三府龍脈碑」，告誡後人不要遷都名護、不要在名護開鑿運河，否則會破壞風水。

### 對農業、商業的管理
當時琉球社會尊敬士族，輕視農民和商人。商稅達到4貫或5貫，這被商人認為太過於苛刻，因此琉球商業蕭條。蔡溫執政後，鼓勵農民和下級士族從事家庭手工業，並對他們施行了免稅的政策。為了籌集資金，蔡溫從中國引進了標會制度，這成為了窮困的手工業者唯一的融資管道。蔡溫政策促進了琉球漆器、雕刻和陶器的銷售和發展，使琉球的商業逐漸興盛了起來。其最顯著的變化就是，琉球赴華的進貢船不必因為船隻過於破舊而請求中國皇帝賞賜新船。
琉球常鬧飢荒，早期只有國王和貴族才能吃米，平民以鳳尾蕉（蘇鐵）果實為食。1605年，琉球自福建引進番薯後，亦以番薯為主食。當時琉球的酒、麵、豆腐由王府專門製造，禁止百姓私造，因此琉球的米、麥、大豆產量都非常低。蔡溫執政後，廢除了王府專制的制度，允許百姓進行製造。農產品的產量大為增多，王府財政也日漸轉好。
琉球雖有均分田地的法令，但立法未正導致地界經常變動，土地兼併嚴重。為縮小貧富差距，蔡溫建議尚敬王對琉球全國的耕地進行測量。因此在乾隆二年（1737年），尚敬王命令蔡溫教正其法，同時命令三司官向汝輯（識名親方朝榮）對全國土地進行長達14年的測量，劃定地界，使琉球田產面積大為提高。這就是琉球歷史上的「乾隆檢地」，亦稱「元文檢地」。

### 外交政策
由於琉球遠於清朝而近於日本薩摩藩，且又處於薩摩藩的附庸國狀態之下，蔡溫認為琉球迎合清朝是十分困難的，而迎合薩摩藩是十分必要的。在蔡溫當政時期，琉球竭力保持同薩摩藩的親睦關係。然而，在另一方面，蔡溫對親日派的政策卻是十分強硬的。例如在1734年，蔡溫就借平敷屋友寄事件對朝廷中的親日派進行了徹底的肅清。次年，親日派友寄安乘的哥哥毛秉仁也被免除三司官的職務，由向汝輯代之。

## 辭職以後

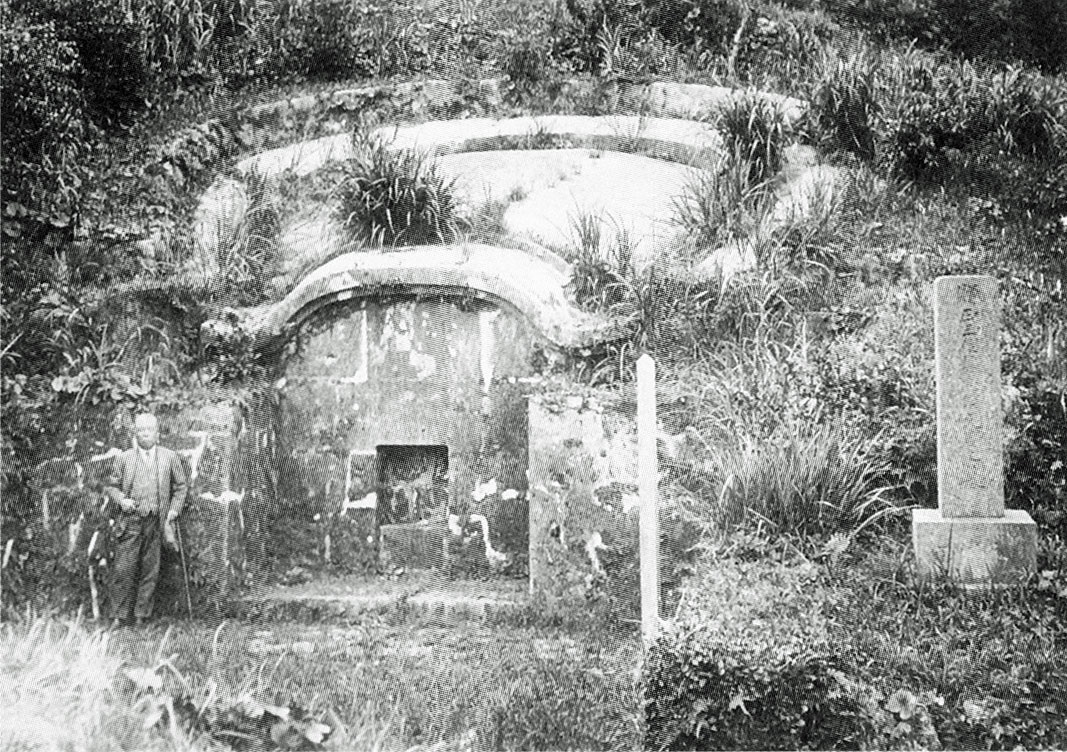
蔡溫墓（攝於1933年）

1752年，尚敬王逝世。蔡溫提出要退出政壇。由於蔡溫的改革使琉球得到復興，使薩摩藩從中亦得到不少利益，因此薩摩藩試圖挽留蔡溫。但最終蔡溫於同年9月29日辭去了三司官的職務，由向傑（東風平親方朝衛）代之。10月2日，蔡溫獲得了紫地五色花織冠的地位，這是在士族中的最高榮譽。
乾隆二十一年（1756年）6月，冊封使全魁、周煌的船隊來到琉球時，蔡溫再次負責了冊封貿易物價評議的事物。次年，冊封船隊歸國之後，蔡溫於2月21日正式退隱。1759年，蔡溫將自己一生的經歷，寫成《自敍傳》一篇。1761年，中國琴師徐傅舟來到琉球，訪問了蔡溫的府第，與蔡溫撫琴相彈，蔡溫遂寫下了《琴論》一篇。不久以後的乾隆26年（1762年）12月29日，蔡溫因病逝世，享年80歲。琉球國王尚穆聽說蔡溫逝世的消息後十分悲痛，與太王太妃、王太妃、王妃等人親臨其宅弔唁。賞賜大量銀兩、祭品等，葬於平良墓。

## 蔡溫的其他貢獻
蔡溫不僅對琉球政治改革作出貢獻，也對琉球科技發展作出了貢獻。原先琉球的漏刻誤差嚴重。乾隆四年（1739年）12月7日，蔡溫奉命測量日影，改正漏刻。次年春分的時候，蔡溫率領相關官吏在西原間切幸地村帽子峰測量日影，改定漏刻。乾隆6年10月7日，蔡溫等人改定結束，將漏刻儀器搬至首里城的漏刻門。這對琉球曆法是一次非常重要的貢獻。
蔡溫也對琉球歷史書籍的編纂作出了傑出貢獻。1724年，蔡溫奉命對蔡鐸本《中山世譜》進行加筆和修正，編成蔡溫本《中山世譜》。《中山世譜》是琉球國王的家譜，也是琉球歷史重要史料之一。蔡溫還於1745年出任琉球史書《球陽》的總編。

## 蔡溫的著作
蔡溫精于漢文與和文（日本語），一生著作頗豐，除參與《中山世譜》和《球陽》的編纂外，他還寫有大量的漢文與和文的著作，部分著作被其後裔收錄到《蔡氏家譜》之中。不幸的是，許多著作在1945年沖繩島戰役中毀於戰火。
- 蔡溫的主要漢文著作有：[27]
  - 《圖治要傳》
  - 《要務彙編》
  - 《實務彙編》
  - 《治家捷徑》
  - 《居家必覽》
  - 《蓑翁片言》
  - 《醒夢要論》
  - 《客問錄》
  - 《一言錄》
  - 《家言錄》
  - 《山林真秘》
  - 《琴論》
- 蔡溫的主要和文著作有：[27]
  - 《獨物論》
  - 《家內物語》
  - 《自敍傳》
  - 《御教條》
  - 《農務帳》
  - 《習俗要論》

## 婚姻與家庭
| \| \| \| \| \| \| \| \| \| \| \| \| \| \| \| \| \| \| \| \| 實祖父：梁澤（金城親雲上） \| \| \| \| \| \| \| \| \| \| \| \| \| \| \| \| \| \| \| \| \| \| \| \| \| \| \| \| \| \| \| \| \| \| \| \| \| \| \| \| \| \| \| \| \| \| \| \| \| \| \| \| \| \| 父：蔡鐸（志多伯親方天將） \| \| \| \| \| \| \| \| \| \| \| \| \| \| \| \| \| \| \| \| \| \| \| \| \| \| \| \| \| \| \| \| \| \| \| \| \| \| \| \| \| \| \| \| \| \| \| \| \| \| \| \| \| \| 實祖母：不詳 \| \| \| \| \| \| \| \| \| \| \| \| \| \| \| \| \| \| \| \| \| \| \| \| \| \| \| \| \| \| \| \| \| \| \| \| \| \| \| \| \| \| \| \| \| \| \| \| \| \| \| \| \| \| 蔡溫（具志頭親方文若） \| \| \| \| \| \| \| \| \| \| \| \| \| \| \| \| \| \| \| \| \| \| \| \| \| \| \| \| \| \| \| \| \| \| \| \| \| \| \| \| \| \| \| \| \| \| \| \| \| \| \| \| \| \| 外祖父：葉必達（安里筑登之兼高） \| \| \| \| \| \| \| \| \| \| \| \| \| \| \| \| \| \| \| \| \| \| \| \| \| \| \| \| \| \| \| \| \| \| \| \| \| \| \| \| \| \| \| \| \| \| \| \| \| \| \| \| \| \| 母：葉氏真吳瑞 \| \| \| \| \| \| \| \| \| \| \| \| \| \| \| \| \| \| \| \| \| \| \| \| \| \| \| \| \| \| \| \| \| \| \| \| \| \| \| \| \| \| \| \| \| \| \| \| \| \| \| \| \| \| 外祖母：不詳 \| \| \| \| \| \| \| \| \| \| \| \| \| \| \| \| \| \| \| \| \| \| \| \| \| \| \| \| \| \| \| \| \| \| \| \| \| \| \| \| \| \| \| \| \| \| \| \| \| \| \| \| |                                  |  |  |  |  |  |  |  |  |  |  |  |  |  |  |  |
| |                                  |  |  |  |  |  |  |  |  |  |  |  |  |  |  |  |
| | 實祖父：梁澤（金城親雲上）       |  |  |  |  |  |  |  |  |  |  |  |  |  |  |  |
| |                                  |  |  |  |  |  |  |  |  |  |  |  |  |  |  |  |
| |                                  |  |  |  |  |  |  |  |  |  |  |  |  |  |  |  |
| | 父：蔡鐸（志多伯親方天將）       |  |  |  |  |  |  |  |  |  |  |  |  |  |  |  |
| |                                  |  |  |  |  |  |  |  |  |  |  |  |  |  |  |  |
| |                                  |  |  |  |  |  |  |  |  |  |  |  |  |  |  |  |
| | 實祖母：不詳                     |  |  |  |  |  |  |  |  |  |  |  |  |  |  |  |
| |                                  |  |  |  |  |  |  |  |  |  |  |  |  |  |  |  |
| |                                  |  |  |  |  |  |  |  |  |  |  |  |  |  |  |  |
| | 蔡溫（具志頭親方文若）           |  |  |  |  |  |  |  |  |  |  |  |  |  |  |  |
| |                                  |  |  |  |  |  |  |  |  |  |  |  |  |  |  |  |
| |                                  |  |  |  |  |  |  |  |  |  |  |  |  |  |  |  |
| | 外祖父：葉必達（安里筑登之兼高） |  |  |  |  |  |  |  |  |  |  |  |  |  |  |  |
| |                                  |  |  |  |  |  |  |  |  |  |  |  |  |  |  |  |
| |                                  |  |  |  |  |  |  |  |  |  |  |  |  |  |  |  |
| | 母：葉氏真吳瑞                   |  |  |  |  |  |  |  |  |  |  |  |  |  |  |  |
| |                                  |  |  |  |  |  |  |  |  |  |  |  |  |  |  |  |
| |                                  |  |  |  |  |  |  |  |  |  |  |  |  |  |  |  |
| | 外祖母：不詳                     |  |  |  |  |  |  |  |  |  |  |  |  |  |  |  |
| |                                  |  |  |  |  |  |  |  |  |  |  |  |  |  |  |  |
| |                                  |  |  |  |  |  |  |  |  |  |  |  |  |  |  |  |

蔡溫一生共結婚3次，第一次的妻子是蔡壽（渡久地親雲上政包）之女思戶金；休妻之後，又娶相氏上運天筑登之親雲上英章之女真如姑樽。後來真如姑樽病逝，又娶向嗣孝（前川親方朝年）之女眞松金為繼室。蔡溫的子女皆是與眞松金所生的。
- 父：蔡鐸（志多伯親方天將）
- 母：葉氏真吳瑞（葉必達（安里筑登之兼高）之女）

- 姐：
  - 思津奴（嫁都通事梁津（仲地親雲上得濟））
  - 松嘉寧（十歲逝世）
  - 真慕達路（同父異母姐，庶母真多滿所生）

- 兄：蔡淵（同父異母兄，庶母真多滿所生）

- 妻室：
  - 蔡氏思戶金（被出後改嫁阮璋）
  - 相氏真如姑樽（早逝無子）
  - 向氏眞松金（生一子一女）

- 子：蔡翼（娶尚敬王女津嘉山翁主真鶴金為妻）
- 女：真吳瑞（嫁翁文達（我如古盛陽））

## 後世的評價和尊崇

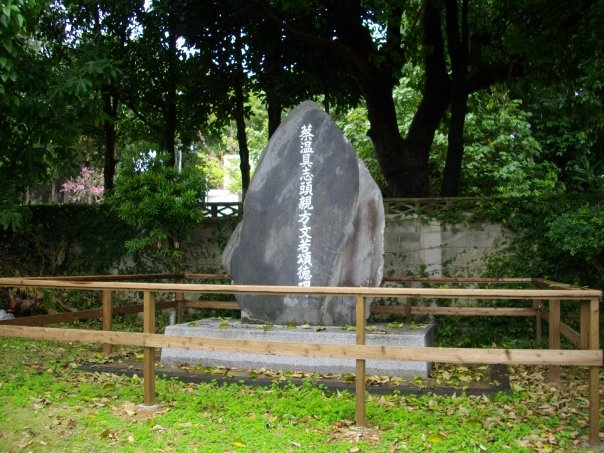
蔡溫的頌德碑，在今沖繩縣那霸市的至聖廟裡

- 向廷翼（喜舍場朝賢）在《東汀隨筆》中寫道：「前輩宿孺，名彰後世，為人傳誦不置者，惟唐榮程公、蔡公二人而已。二人各有所長，程公以德性，蔡公以才略。」[28]
- 因蔡溫對琉球的政治改革使琉球得到發展，同時為史書編纂事業做出了許多貢獻，蔡溫同麻平衡（儀間親方真常）、向象賢（羽地按司朝秀）、程順則（名護親方寵文）、向有恆（宜灣親方朝保），被沖繩學之父伊波普猷列為琉球五偉人之一。[12]
- 因蔡溫廢除了琉球王府製造酒類和米麥的禁令，使琉球農業得到發展，被琉球人視為產業的恩人，與野國總管、麻平衡一同被祭祀於那霸的世持神社。[29]在那霸至聖廟裡也有蔡溫功績的顯彰碑。
- 美國歷史學家柯喬治評價蔡溫：「蔡溫主政期間，一大半與德川吉宗同時。而德川吉宗時代，又為德川幕府最富庶之時代。若說蔡溫之成就，對吉宗的精神與實驗都頗有影響，似亦不為太過。」[30]

## 註腳
1. 1 2 3 4 5 6 7 8 9 10 11  蔡氏家譜·十一世溫 的存檔，存档日期2013-12-19.
2. 1 2 3 4 5  這些都是當時琉球的位階名稱，參見琉球位階。
3. ↑   pp.18-33
4. ↑  《康熙時期的中琉關係》，第三章第四節，252頁。
5. 1 2  　pp.93-97
6. ↑  《康熙時期的中琉關係》，第三章第四節，258-259頁。
7. ↑  《康熙時期的中琉關係》，第三章第四節，255-256頁。
8. ↑  《中山世譜·卷九·尚敬王》：「〔雍正〕四年丙午十月十三日，為巡行山北，觀風撫民事。率領國相、王子、按司、法司、紫巾官等，撰日發駕，巡行有法。由是王駕所過，處民不勞一力，財不費一毛。百姓欣欣然，僉曰：“披雲霧見青天。”（十一月初三日歸都）」
9. ↑  《球陽》280-281頁：「〔雍正四年〕冬十月間，王視農暇，親率國相、王子、按司、法司、紫巾官等巡行山北，觀風整俗，賑助撫綏。而撰日發駕，巡行有法。由是王駕所過，處民不勞一力，財不費一毛。百姓欣欣然，撥雲見青天。至十一月歸京。」
10. ↑  參見琉球位階。
11. ↑  《中山世譜·卷九·尚敬王》：「本年〔雍正六年〕，禁絕巫覡，以滅邪術。先是，本國流俗，崇信巫覡之術，悉受妖邪之惑。俗習既深，財費尤甚。由是，王諭國相、法司，禁絕巫術，而世俗歸於正道。」
12. 1 2 3 4 5  
13. ↑  .   [2009-08-10]. （原始内容存档于2009-12-04）.
14. ↑  毛姓家譜支流 Archive.today的存檔，存档日期2012-12-18
15. ↑  .   [2009-08-10]. （原始内容存档于2011-08-13）.
16. ↑  [.   [2009-08-10]. （原始内容存档于2009-12-04）. ]
17. 1 2 3  《康熙時期的中琉關係》，第三章第四節，256頁。
18. ↑  《中山世譜·卷九·尚敬王》：「本年〔乾隆元年〕冬，王命法司蔡溫前至北山，始教山林之法。原是，本國無能知山林之法者。而棚原山林已絕；北谷、讀谷山、越來、美里、具志川五縣，山林殆絕；恩納、金武、名護、本部、今歸仁五縣，山林漸衰，美材將絕。唯羽地、大宜味、久志、國頭四縣稍有美材耳。再歷數十年，則一國應用之材，必有缺乏焉。蔡法司奉命，即率官僚，巡見各縣山林，指教其法。而後國人始知有山林之法焉。」
19. ↑  橋本与良，《日本史大事典 6》，「林政八書」條。平凡社，1994年。 ISBN 978-4-582-13106-2
20. ↑  上原兼善 ，《日本歷史大事典 3》「林政八書」條。小学館，2001年。 ISBN 978-4-095-23003-0
21. ↑  名護碑文記編集委員会編《名護碑文記　增補版》　pp.40-46。名護市教育委員会，2001年。
22. ↑  《中山世譜·卷九·尚敬王》：「〔乾隆〕二年丁巳夏，王命法司向汝楫巡視國中，改正田地。先是，本國雖有均分田地之法，立法未正，經界變易。法司蔡溫奉旨，始教其正法。向法司奉命，即率官僚往諸郡邑，改正經界，均分田畝。已定山林原野，而民產制法大定焉。」
23. ↑  《康熙時期的中琉關係》，第三章第四節，257-258頁。
24. ↑  [永久]、（2）[永久]
25. ↑  《康熙時期的中琉關係》，第三章第四節，253頁。
26. ↑  《中山世譜·卷九·尚敬王》：「本年〔乾隆六年〕冬，王命法司蔡溫恭測日影，改正漏刻。原是本國雖有漏刻之設，刻分差錯，殆非正法焉。蔡法司奉命，即率官僚，往至幸地邑帽子峰，（在西原郡）製造器物，測量日影；參考節候，改正刻分。即而搬在漏刻門樓永行其法矣。」
27. 1 2  《康熙時期的中琉關係》，第三章第四節，253-254頁。
28. ↑  楊仲揆《琉球古今談》，臺灣商務印書館1990年出版，第100頁。
29. ↑  世持神社 的存檔，存档日期2015-04-16.
30. ↑  柯喬治著，《沖繩：一個島國的人民及歷史》（Okinawa, the History of an Island People （页面存档备份，存于）），第三部分